# Biocev
BIOCEV (zkratka pro Biotechnologické a biomedicínské centrum Akademie věd ČR a Univerzity Karlovy ve Vestci) je společné výzkumné pracoviště, jehož členy je šest ústavů Akademie věd ČR (Ústav experimentální medicíny, Ústav molekulární genetiky, Biotechnologický ústav, Mikrobiologický ústav, Fyziologický ústav a Ústav makromolekulární chemie) a dvě fakulty Univerzity Karlovy (Přírodovědecká fakulta a 1. lékařská fakulta). 
V centru BIOCEV pracuje přes 560 vědců, studentů a technických a administrativních pracovníků. BIOCEV spolupracuje s komerční sférou.

## Výzkumný program
Vědecký výzkum běží v BIOCEV prostřednictvím 5 programů, v nichž pracuje 56 týmů. 
Jde o tyto programy:
- Funkční genomika - program je zaměřen na analýzu komplexní funkce genů, jejich interakcí a porozumění molekulární podstatě chorob. Vedoucím programu je Dr. rer. nat. Radislav Sedláček.[1]

- Buněčná biologie a virologie – výzkum souvislostí nádorových onemocnění s virovými infekcemi. Vedoucím programu je prof. RNDr. Jan Tachezy Ph.D.[2]

- Strukturní biologie a proteinové inženýrství – cílem je vyvíjet a produkovat rekombinantní proteiny s praktickým využitím (jako je např. příprava léčiv cíleně směřovaných do postižených oblastí). Vedoucím programu je prof. ing. Bohdan Schneider, DSc.[3]

- Biomateriály a tkáňové inženýrství – program vyvíjí syntetická polymerní terapeutika a materiály pro tkáňové náhrady cév, srdečních chlopní, chrupavek, kostí a skeletu, které jsou založeny na kmenových buňkách. Program vede RNDr Tomáš Etrych, DSc.[4]

- Vývoj diagnostických prostředků a léčebných postupů – program studuje molekulární podstatu chorob s cílem zlepšit diagnostiku a rozvinout nové terapeutické možnosti. Vedoucí programu je Prof. Ing. Stanislav Kmoch, CSc.[5]

## Výzkumné infrastruktury a servisní laboratoře
V centru BIOCEV dále sídlí a rozvíjejí aktivity výzkumná centra, která jsou součástí českých výzkumných infrastruktur integrovaných do panevropských výzkumných infrastruktur. Dochází tak úzkému propojení mezi těmito centry a Evropským strategickým fórem pro výzkumné infrastruktury. Tato centra poskytují své služby českým i zahraničním výzkumníkům.
- České centrum pro fenogenomiku (CCP) poskytuje expertízu a služby pro výzkum funkce genů. Snaží se přispět k pochopení genových základů lidských onemocnění. Od r. 2019 je CCP členem mezinárodního konsorcia EUROPDX, které studuje na speciálních myších modelech genové příčiny rakovinných nádorů.[6]

- Servisní laboratoř Zobrazovací metody poskytuje komplexní služby v optické (fluorescenční) mikroskopii, elektronové mikroskopii a průtokové cytometrii. Laboratoř je součástí infrastruktury Czech-Bioimaging, která je uzlem celoevropské infrastruktury EURO-Bioimaging, jejímž účelem je umožnit výzkumníkům v otevřeném přístupu využití široké škály biologických a medicínských zobrazovacích technik.[7]

- Servisní laboratoř OMICS-Proteomika disponuje hmotnostními spektrometry a poskytujíce analytické služby v oblasti proteomiky, metabolomiky a analýzy malých molekul.

- Centrum molekulární struktury (CMS) sestává z několika laboratoří poskytujících komplexní přístup ke studiu prostorové struktury, funkce a biofyzikálních vlastností biologických molekul.[8] Společně s několika laboratořemi brněnského institutu CEITEC je CMS sdruženo do České infrastruktury pro integrativní strukturní biologii (CIISB), které je přidruženým národním centrem evropské infrastruktury Instruct (European infrastructure for structural biology).

- Servisní pracoviště Gene Core - kvantitativní a digitální PCR je poskytovatel služeb v oblasti genové exprese na úrovni jednotlivých buněk.[9]

BIOCEV dále poskytuje služby v oblasti sekvenace DNA a fragmentační analýzy DNA (servisní pracoviště CF OMICS – GENOMIKA), disponuje kryobankou pro dlouhodobé uchovávání biologických vzorků v kapalném dusíku a též možnostmi archivace vzorků (servisní pracoviště Kryotechnologie a biobanka) a má servisní pracoviště pro čištění médií a umývárnu laboratorního skla.

## Financování a historie
Hlavním zdrojem finančních prostředků na vybudování centra byl Evropský fond regionálního rozvoje, ze kterého byly prostředky poskytnuty prostřednictvím Operačního programu Výzkum a vývoj pro inovace, z Prioritní osy 1 – Evropská centra excelence, který běžel v letech 2007 - 2013. Příprava projektu, jehož rozpočet činil 2,3 mld. Kč, byla zahájena v r. 2008. Projektová žádost byla podána na MŠMT koncem r. 2009, o dva roky později získal projekt evropské rozhodnutí o poskytnutí dotace a tu mohl začít čerpat od počátku r. 2012. V říjnu 2013 byla zahájena stavba, stavební fáze byla ukončena v závěru roku 2015 a BIOCEV byl slavnostně otevřen 16. června 2016. Celkové náklady realizační fáze činily 2,84 mld. Kč.